# FileZilla
FileZilla是一種免费的FTP用戶端以及伺服器端開放原始碼程式，具有多種平台的软件包，可以在Windows，Linux和macOS平台上运行。服务器和客户端都支持FTP和FTPS（FTP over SSL/TLS），而客户端还可以连接到SFTP服务器。
FileZilla在2003年11月獲選為SourceForge.net當月最佳推薦專案。

## FileZilla功能
- 可以断点续传进行上传、下载（需要服务器支持）
- 自定义命令
- 可进行站点管理
- 防發呆功能（有的FTP服务器会将發呆过久的用户赶出，这样發呆的用户就得重复登录）
- 超时侦测
- 支持防火墙
- 支持SOCKS4/5、HTTP1.1代理
- 可进行SSL加密连接
- 支持SFTP（Secure FTP）
- 可以排队进行上传、下载
- 支持拖放
- 多国语言支持，包括简体、繁体中文（Linux平台需額外安裝「filezilla-locales」套件）
- 可通过Kerberos进行GSS验证与加密

## 外部連結
- 官方網站（页面存档备份，存于）
- 專案站台（页面存档备份，存于） (SourceForge.net)
- FileZilla Wiki（页面存档备份，存于）
- 可攜式 FileZilla（页面存档备份，存于）
- FileZilla使用教學（页面存档备份，存于）

### 參與中文翻譯
- FileZilla開發及翻譯討論區（页面存档备份，存于）
- FileZilla翻譯計劃首頁（页面存档备份，存于）